# 尼皮贡河大桥
尼皮贡河大桥（英語：Nipigon River Bridge）是加拿大安大略省尼皮贡附近一座跨尼皮贡河的斜拉橋，是安大略11号省道和安大略17号省道共用的跨河通道，并且是加拿大橫貫公路的一部分。
最早的尼皮贡河大桥的建立在1937年，与现有的加拿大太平洋鐵路跨尼皮贡河桥平行。在1974年，老桥拆除重建。